# إميلي وارن
إميلي وارن هي رسامة كندية، ولدت في 1869 في إكزتر في المملكة المتحدة، وتوفيت في 28 يونيو 1956 في Dunrobin, Ontario ‏ في كندا.